# Heidenau, Sachsen
Heidenau är en stad i Landkreis Sächsische Schweiz-Osterzgebirge i förbundslandet Sachsen i Tyskland. Staden har cirka 17 000 invånare.